# Leonid Mironowitsch Leonidow

Grabstein Leonidows auf dem Nowodewitschi-Friedhof

Leonid Mironowitsch Leonidow (russisch Леонид Миронович Леонидов; * 22. Maijul. / 3. Juni 1873greg. in Odessa; † 6. August 1941 in Moskau) war ein sowjetisch-russischer Schauspieler.

## Leben
Er kam 1901 ans Korsch-Theater in Moskau, 1903 zum Tschechow-Künstlertheater Moskau. Seine Arbeit mit Wladimir Iwanowitsch Nemirowitsch-Dantschenko an einem Stück Nikolai Pogodins konnte er nicht beenden. Leonidow arbeitete auch für den Film. Er war Träger des Leninordens.

## Rollen (Auswahl)
- Dmitri Karamasow in einer Theaterbearbeitung von Fjodor Michailowitsch Dostojewskis Die Brüder Karamasow
- Peer Gynt nach Henrik Ibsen
- Lopakhin in Anton Pawlowitsch Tschechows „Der Kirschgarten“
- Solyony in Drei Schwestern
- Professor Borodin in Alexander Afinogenows Angst,
- Plushkin in einer Theaterbearbeitung von Nikolai Wassiljewitsch Gogols Die toten Seelen.

## Filmografie
- 1918: Khleb
- 1919: Pyotr i Alexei
- 1919: Zheleznaya pyata
- 1926: Iwan der Schreckliche
- 1928: V gorod vkhodit' nelzya
- 1928: Yego prevoskhoditelstvo
- 1934: Marionetki
- 1937: Gobzek